# París-Tours 2020
La 114.ª edición de la clásica ciclista París-Tours fue una carrera en Francia que se celebró el 11 de octubre de 2020 sobre un recorrido de 213 kilómetros con inicio en la ciudad de Chartres y final en la ciudad de Tours.
La carrera formó parte del UCI ProSeries 2020, calendario ciclístico mundial de segunda división, dentro de la categoría UCI 1.Pro y fue ganada por el danés Casper Pedersen del Sunweb. Completaron el podio, como segundo y tercer clasificado respectivamente, el francés Benoît Cosnefroy del AG2R La Mondiale y el neerlandés Joris Nieuwenhuis, compañero de equipo del vencedor.

## Equipos participantes
Tomaron parte en la carrera 22 equipos: 4 de categoría UCI WorldTeam invitados por la organización, 16 de categoría UCI ProTeam y 2 de categoría Continental. Formaron así un pelotón de 147 ciclistas de los que acabaron 124. Los equipos participantes fueron:
| WorldTeams (4)- AG2R La Mondiale - Cofidis - Groupama-FDJ - Team Sunweb ProTeams (16)- Alpecin-Fenix - B&B Hotels-Vital Concept p/b KTM - Bingoal-Wallonie Bruxelles - Burgos-BH - Caja Rural-Seguros RGA - Circus-Wanty Gobert - Euskaltel-Euskadi - Gazprom-RusVelo - Nippo Delko One Provence - Rally Cycling - Riwal Securitas - Sport Vlaanderen-Baloise - Arkéa-Samsic - Team Novo Nordisk - Total Direct Énergie - Uno-X Pro Cycling Team Equipos continentales (2)- Natura4Ever-Roubaix Lille Métropole - Saint Michel-Auber 93 |
| |

## Clasificación final
- La clasificación finalizó de la siguiente forma:[3]

| \| Clasificación general \| Clasificación general \| Clasificación general \| Clasificación general \| Clasificación general \| \| Ciclista \| Ciclista \| Equipo \| Tiempo \| \| \| --------------------- \| --------------------- \| --------------------- \| --------------------- \| --------------------- \| \| 1.º \| Casper Pedersen \| Team Sunweb \| 4 h 51 min 44 s \| \| \| 2.º \| Benoît Cosnefroy \| AG2R La Mondiale \| + 0 s \| \| \| 3.º \| Joris Nieuwenhuis \| Team Sunweb \| + 30 s \| \| \| 4.º \| Valentin Madouas \| Groupama-FDJ \| + 30 s \| \| \| 5.º \| Warren Barguil \| Arkéa-Samsic \| + 30 s \| \| \| 6.º \| Petr Vakoč \| Alpecin-Fenix \| + 30 s \| \| \| 7.º \| Romain Bardet \| AG2R La Mondiale \| + 30 s \| \| \| 8.º \| August Jensen \| Riwal Securitas \| + 2 min 11 s \| \| \| 9.º \| Maurits Lammertink \| Circus-Wanty Gobert \| + 2 min 11 s \| \| \| 10.º \| Rudy Molard \| Groupama-FDJ \| + 2 min 11 s \| \| |                    |                     |                 |
| |                    |                     |                 |
| Fuente: ProCyclingStats |                    |                     |                 |
| Clasificación general |                    |                     |                 |
| Ciclista | Ciclista           | Equipo              | Tiempo          |
| 1.º | Casper Pedersen    | Team Sunweb         | 4 h 51 min 44 s |
| 2.º | Benoît Cosnefroy   | AG2R La Mondiale    | + 0 s           |
| 3.º | Joris Nieuwenhuis  | Team Sunweb         | + 30 s          |
| 4.º | Valentin Madouas   | Groupama-FDJ        | + 30 s          |
| 5.º | Warren Barguil     | Arkéa-Samsic        | + 30 s          |
| 6.º | Petr Vakoč         | Alpecin-Fenix       | + 30 s          |
| 7.º | Romain Bardet      | AG2R La Mondiale    | + 30 s          |
| 8.º | August Jensen      | Riwal Securitas     | + 2 min 11 s    |
| 9.º | Maurits Lammertink | Circus-Wanty Gobert | + 2 min 11 s    |
| 10.º | Rudy Molard        | Groupama-FDJ        | + 2 min 11 s    |

## UCI World Ranking
La París-Tours otorgó puntos para el UCI World Ranking para corredores de los equipos en las categorías UCI WorldTeam, UCI ProTeam y Continental. Las siguientes tablas son el baremo de puntuación y los 10 corredores que obtuvieron más puntos:
| Posición              | 1.º | 2.º | 3.º | 4.º | 5.º | 6.º | 7.º | 8.º | 9.º | 10.º | 11.º | 12.º | 13.º | 14.º | 15.º | 16.º-30.º | 31.º-40.º |
| Clasificación general | 200 | 150 | 125 | 100 | 85  | 70  | 60  | 50  | 40  | 35   | 30   | 25   | 20   | 15   | 10   | 5         | 3         |

| Clasificación |                    |                     |         |
| Posición      | Ciclista           | Equipo              | General |
| ------------- | ------------------ | ------------------- | ------- |
| 1.º           | Casper Pedersen    | Sunweb              | 200     |
| 2.º           | Benoît Cosnefroy   | AG2R La Mondiale    | 150     |
| 3.º           | Joris Nieuwenhuis  | Sunweb              | 125     |
| 4.º           | Valentin Madouas   | Groupama-FDJ        | 100     |
| 5.º           | Warren Barguil     | Arkéa Samsic        | 85      |
| 6.º           | Petr Vakoč         | Alpecin-Fenix       | 70      |
| 7.º           | Romain Bardet      | AG2R La Mondiale    | 60      |
| 8.º           | August Jensen      | Riwal Securitas     | 50      |
| 9.º           | Maurits Lammertink | Circus-Wanty Gobert | 40      |
| 10.º          | Rudy Molard        | Groupama-FDJ        | 35      |